# Academia de Bellas Artes de Parma

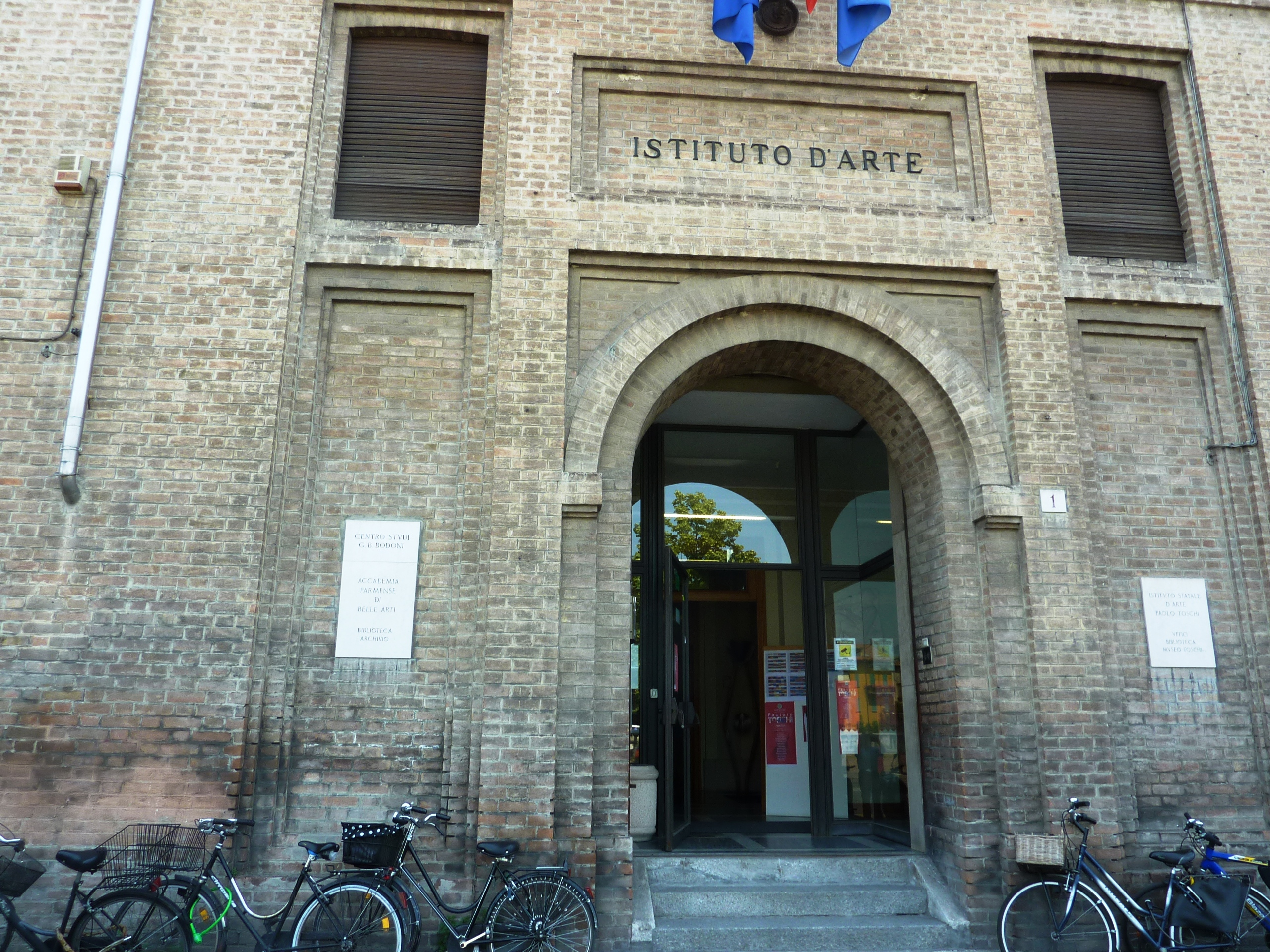
Fachada del Liceo artístico Paolo Toschi.

La Academia de Bellas Artes de Parma es una institución de formación artística fundada en Parma en 1757 por el duque Felipe de Borbón. Se encuentra en un ala del Palacio farnesiano de la Pilotta,  frente a la Lungoparma, que alberga actualmente el liceo artístico público Paolo Toschi. 

## Historia
La Academia tiene sus orígenes en la escuela privada de pintura llamada Lombarda, reconocida por Felipe de Borbón en 1752 y transformada en academia en 1757. Sus estatutos, muy admirados en Europa, consideraban la enseñanza de la pintura, la escultura y la arquitectura. La Academia organizaba todos los años concursos de pintura y arquitectura.
En el período del gobierno francés, 1803-1814, fue suprimida por un decreto napoleónico pero restaurada por María Luisa en 1816. En 1822, un decreto ducal añade a las enseñanzas tradicionales la talla en madera, el estudio del desnudo y la historia de las artes. En el siglo XIX, un grupo de artistas parmesanos, encabezados por Paolo Toschi (1788-1854), reverdece los éxitos alcanzados en el siglo anterior.
Después de la unificación de Italia (1860), continuó su actividad en coordinación con las academias de Módena y Bolonia, pero recuperó su autonomía en 1877. En ese año se divide en dos entidades: El Colegio de los Académicos, de actividad histórico-cultural, y el Instituto Bellas Artes, cuyos fines son didácticos. A partir del año 1883 el Instituto deviene en Escuela de arte aplicada a la industria.
La reforma Gentil de 1923 crea el Instituto Real de Arte, Paolo Toschi. Después de la II Guerra Mundial toma el nombre de Instituto Estatal de Arte que, desde 2011, se llama Liceo Artístico Estatal, Paolo Toschi. En 1936, el Colegio de Académicos se transforma en la Real Academia de Bellas Artes y, en 1973, asume el nombre de Academia Nacional de Bellas Artes. 
Las funciones originales de la Academia de Bellas Artes actualmente las lleva a cabo el Liceo, pero la Academia todavía existe y tiene su sede en locales de la primera planta del Liceo. En la actualidad, es presidida por Franco Carpanelli.

## Estudiantes y docentes
Entre los artistas que han estudiado y enseñado en la academia se destacan los siguientes:
- Nicola Bettoli
- Carlo Bisi
- Martino De Boni
- Giuseppe Boccaccio
- Jean-Baptiste Boudard
- Antonio Bresciani
- Simone Cantoni
- Carlo Innocenzo Frugoni
- Umberto Lilloni
- Girolamo Magnani
- Luigi Marchesi
- Alberto Pasini
- Giuseppe Peroni
- Simon Jean François Ravenet
- Alberto Rondani
- Luigi Sanvitale
- Paolo Toschi
- Giocondo Viglioli
- Giovanni Voltini